# Sannio Fiano
Il Sannio Fiano è un vino DOC la cui produzione è consentita nella provincia di Benevento.

## Caratteristiche organolettiche
- colore: paglierino più o meno intenso
- odore: caratteristico, più o meno vinoso
- sapore: secco, armonico, caratteristico

## Produzione
Provincia, stagione, volume in ettolitri
- nessun dato disponibile